# ショーン・バートレット
ショーン・バートレット（Thurston Shaun Bartlett、1972年10月31日 - ）は、南アフリカの元サッカー選手。元南アフリカ代表。ポジションはフォワード。

## 来歴
1995年に南アフリカ代表デビュー。自国開催となったアフリカネイションズカップ1996では全6試合に出場、優勝した。1998 FIFAワールドカップではグループステージ全3試合に出場、3戦目・サウジアラビア戦では2得点を決めた。2005年までに74試合に出場、28得点をあげた。

## 代表歴

### 出場大会
- 南アフリカ代表
  - 1998 FIFAワールドカップ

### 試合数
- 国際Aマッチ 74試合 28得点（1995年-2005年）[1]

| 南アフリカ代表 | 国際Aマッチ | 国際Aマッチ |
| 年             | 出場        | 得点        |
| -------------- | ----------- | ----------- |
| 1995           | 5           | 3           |
| 1996           | 13          | 2           |
| 1997           | 6           | 1           |
| 1998           | 7           | 4           |
| 1999           | 5           | 1           |
| 2000           | 14          | 9           |
| 2001           | 7           | 3           |
| 2002           | 5           | 1           |
| 2003           | 2           | 1           |
| 2004           | 5           | 2           |
| 2005           | 5           | 1           |
| 通算           | 74          | 28          |